# Campeonato regional de fútbol de Sal 2013-14
El campeonato regional de Sal 2013-14 es el campeonato que se juega en la isla de Sal. Empezó el 18 de enero de 2014 y terminó el 29 de marzo de 2014. El torneo lo organizó la federación de fútbol de Sal. Académico do Aeroporto es el equipo defensor del título.
El campeonato estuvo tan disputado que al llegar a la última jornada de los 6 equipos participantes, 4 de ellos tenían posibilidades de hacerse con el título. Finalmente el Sport Clube Verdun quedó campeón, lo que de dio una plaza para jugar el campeonato caboverdiano de fútbol 2014.

## Equipos participantes
- Académica do Sal
- Académico do Aeroporto
- Futebol Clube Juventude
- Palmeira
- Santa Maria
- Verdun

## Tabla de posiciones
Actualizado a 30 de marzo de 2014
|   | Equipo                  | PJ | PG | PE | PP | GF | GC | DG  | PTS |
| - | ----------------------- | -- | -- | -- | -- | -- | -- | --- | --- |
| 1 | Verdun                  | 10 | 6  | 2  | 2  | 15 | 9  | +6  | 20  |
| 2 | Académico do Aeroporto  | 10 | 6  | 1  | 3  | 18 | 8  | +10 | 19  |
| 3 | Santa Maria             | 10 | 5  | 1  | 4  | 14 | 9  | +5  | 16  |
| 4 | Palmeira                | 10 | 4  | 3  | 3  | 15 | 13 | +2  | 15  |
| 5 | Académica do Sal        | 10 | 3  | 1  | 6  | 14 | 22 | -8  | 10  |
| 6 | Futebol Clube Juventude | 10 | 2  | 0  | 8  | 7  | 22 | -15 | 6   |

## Resultados
| Juventude     | 1 - 2 | Verdun              | 18 de enero |
| Palmeira      | 2 - 1 | Santa Maria         | 18 de enero |
| Académica Sal | 3 - 1 | Académico Aeroporto | 19 de enero |

| Académico Aeroporto | 1 - 1 | Palmeira      | 25 de enero |
| Verdun              | 2 - 1 | Académica Sal | 25 de enero |
| Santa Maria         | 0 - 1 | Juventude     | 26 de enero |

| Santa Maria | 2 - 1 | Académica Sal       | 1 de febrero |
| Verdun      | 1 - 0 | Académico Aeroporto | 11 de enero  |
| Palmeira    | 3 - 0 | Juventude           | 2 de febrero |

| Académica Sal       | 1 - 1 | Palmeira    | 8 de febrero |
| Académico Aeroporto | 3 - 0 | Juventude   | 8 de febrero |
| Verdun              | 1 - 1 | Santa Maria | 9 de febrero |

| Santa Maria | 1 - 0 | Académico Aeroporto | 15 de febrero |
| Juventude   | 1 - 5 | Académica Sal       | 15 de febrero |
| Palmeira    | 1 - 1 | Verdun              | 16 de febrero |

| Académico Aeroporto | 5 - 0 | Académica Sal | 22 de febrero |
| Verdun              | 1 - 0 | Juventude     | 22 de febrero |
| Santa Maria         | 0 - 1 | Verdun        | 23 de febrero |

| Juventude     | 1 - 4 | Santa Maria         | 1 de marzo |
| Palmeira      | 1 - 4 | Académico Aeroporto | 1 de marzo |
| Académica Sal | 0 - 3 | Verdun              | 2 de marzo |

| Juventude           | 2 - 1 | Palmeira    | Marcelo Leitão | 8 de marzo | 14:00 |
| Académica Sal       | 0 - 2 | Santa Maria | Marcelo Leitão | 8 de marzo | 16:00 |
| Académico Aeroporto | 2 - 1 | Verdun      |                | 9 de marzo |       |

| Santa Maria | 3 - 1 | Verdun              | Marcelo Leitão | 22 de marzo | 14:30 |
| Palmeira    | 4 - 1 | Académica Sal       | Marcelo Leitão | 22 de marzo | 16:30 |
| Juventude   | 0 - 1 | Académico Aeroporto | Marcelo Leitão | 23 de marzo |       |

| Verdun              | 2 - 0 | Palmeira    | Marcelo Leitão | 29 de marzo | 14:30 |
| Académico Aeroporto | 1 - 0 | Santa Maria | Marcelo Leitão | 29 de marzo | 16:30 |
| Académica Sal       | 2 - 1 | Juventude   | Marcelo Leitão | 29 de marzo | 18:30 |

### Evolución de las posiciones
| Equipo / Jornada        | 01 | 02 | 03 | 04 | 05 | 06 | 07 | 08 | 09 | 10 |
| ----------------------- | -- | -- | -- | -- | -- | -- | -- | -- | -- | -- |
| Académica do Sal        | 1  | 3  | 3  | 3  | 3  | 4  | 5  | 5  | 5  | 5  |
| Académico do Aeroporto  | 6  | 5  | 6  | 4  | 5  | 3  | 3  | 2  | 2  | 2  |
| Futebol Clube Juventude | 5  | 4  | 5  | 6  | 6  | 6  | 6  | 6  | 6  | 6  |
| Palmeira                | 3  | 2  | 2  | 2  | 2  | 2  | 2  | 4  | 4  | 4  |
| Santa Maria             | 4  | 6  | 4  | 5  | 4  | 5  | 4  | 3  | 3  | 3  |
| Verdun                  | 2  | 1  | 1  | 1  | 1  | 1  | 1  | 1  | 1  | 1  |

| Campeón Sport Clube Verdun 2.o título |